# 皆川隆庸
皆川 隆庸（みながわ たかつね）は、安土桃山時代から江戸時代前期の旗本、大名。常陸府中藩第2代藩主。下野国の戦国大名皆川広照の子。
大坂夏の陣で井伊直孝隊に属し、活躍したことで知られる。

## 生涯

### 関ヶ原の戦い～改易まで
徳川氏に仕え、慶長5年（1600年）、徳川家康が大坂から反抗的な上杉景勝の討伐に向かった際には、父の皆川広照とともに大田原城に派遣され、徳川方の大田原晴清、大関資増に加勢した。その後、下館城主の水谷勝俊らとともに上杉方の佐竹義宣に備えるために鍋掛村に駐屯した。
同年の関ヶ原の戦いでは父・広照は鍋掛村に駐屯したままだったが、隆庸は徳川秀忠軍に属し、同年8月24日には宇都宮を出陣している。
慶長14年（1609年）10月27日、松平忠輝と対立したことが原因で父・広照と共に改易された。

### 大坂の陣での活躍～復権
慶長19年（1614年）の大坂冬の陣では井伊直孝隊に属した。慶長20年（1615年）の大坂夏の陣でも引き続き井伊直孝隊に属し、5月6日に大坂城南部の若江で木村重成の軍勢と衝突。井伊勢は大損害をこうむったが、重成の軍勢を壊滅させることに成功し、隆庸は敵方の首級をえるなど功を挙げた。この時、隆庸の従者達も敵方の首級をえている(若江の戦い)。5月7日には井伊直孝隊は徳川秀忠軍に属し大坂城下の岡山で大野治房の軍勢と戦っている。治房の軍勢は秀忠の軍勢の先鋒を破り、秀忠の本陣に迫ったが、隆庸が属する井伊直孝隊の奮闘によって撃退に成功している。その時の隆庸の活躍は『寛政重修諸家譜』の『皆川系図』に「七日味方少しやぶるるといえども、隆庸その場を退かず」と記されている。
それらの功績によって元和9年（1623年）、父と共に赦免され、常陸行方郡に5,000石の所領を与えられて徳川家光に仕えた。寛永2年（1625年）、父の隠居によりその所領1万石も継ぎ、合計1万5,000石を領する大名となった。このとき、弟の宗富に1,700石（1,070余石とも）を分与している。

### 晩年
寛永8年（1631年）、4,000石を新たに近江浅井郡内で与えられ、合計1万8,000石を領する大名となった。正保2年（1645年）3月2日、死去。享年65。家督は長男の成郷が継いだ。